# Stazione di Piedimulera
Stazione di Piedimulera vasútállomás Olaszországban, Piedimulera településen.

## Vasútvonalak
Az állomást az alábbi vasútvonalak érintik:
- Domodossola-Novara-vasútvonal

## Kapcsolódó állomások
A vasútállomáshoz az alábbi állomások vannak a legközelebb:
- Stazione di Pieve Vergonte
- Stazione di Pallanzeno